# Xã Rush Lake, Quận Otter Tail, Minnesota
Xã Rush Lake (tiếng Anh: Rush Lake Township) là một xã thuộc quận Otter Tail, tiểu bang Minnesota, Hoa Kỳ. Năm 2010, dân số của xã này là 970 người.